# Kruppsche Beamtenhäuser

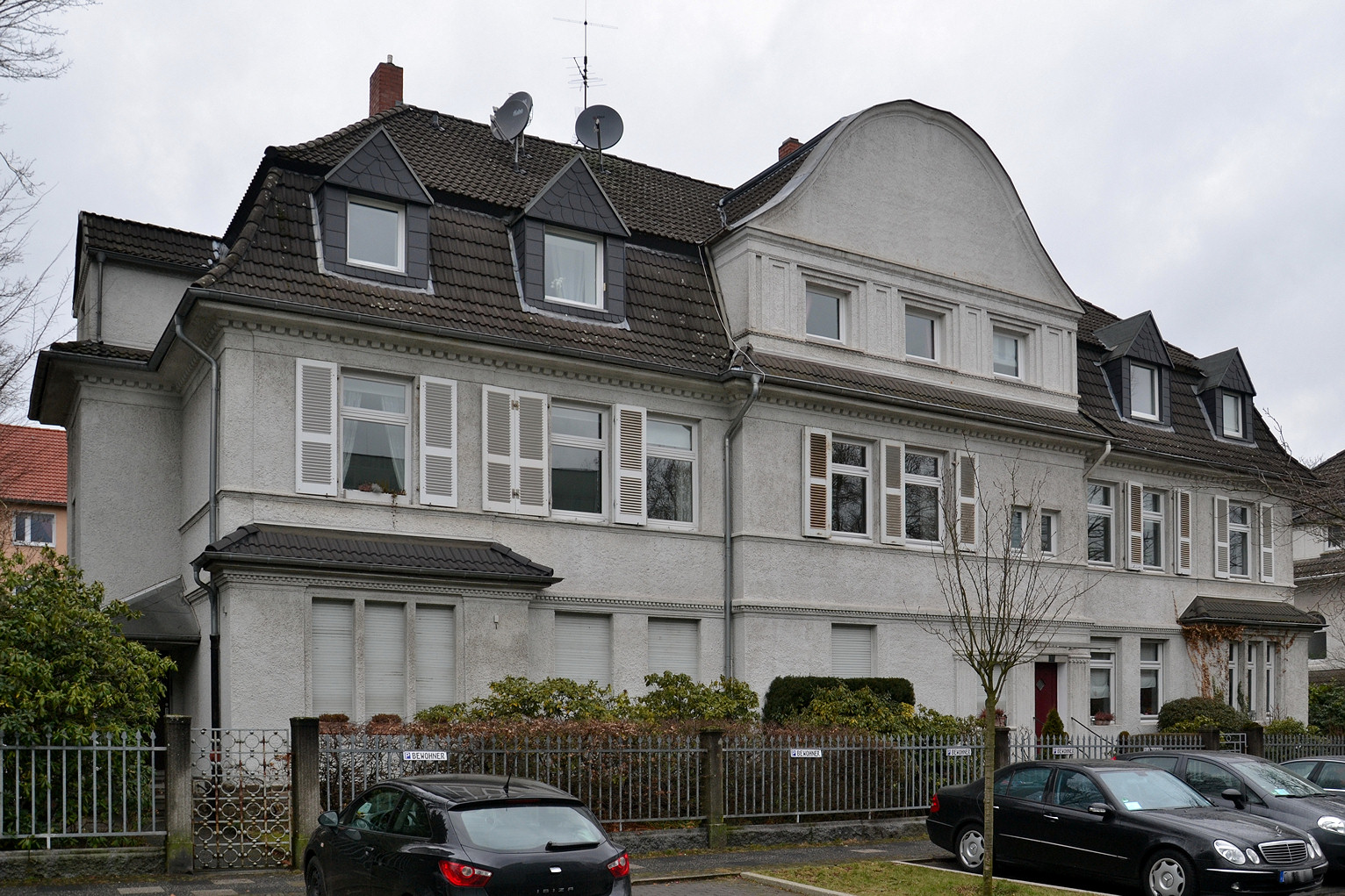
Kruppsches Beamtenhaus, Goethestraße 32–36

Die Kruppschen Beamtenhäuser im Essener Stadtteil Südviertel waren um 1910 Teil des Wohnungsbauprogramms der Friedrich Krupp AG. Ein Teil der Häuser in der Goethestraße ist erhalten, andere wurden im Zweiten Weltkrieg zerstört.

## Geschichte
Der Kruppsche Wohnungsbau begann durch Alfred Krupp in den 1860er Jahren mit den Meisterhäusern und der Arbeiterkolonie Westend. Der Wohnungsbau für die einfachen Arbeiter setzte sich zu Beginn der 1870er Jahre mit den Arbeiterkolonien Nordhof, Schederhof, Kronenberg und Baumhof fort. Friedrich Alfred Krupp griff das Programm in den 1890er Jahren mit den Siedlungen Friedrichshof und Alfredshof auf seine moderne Art wieder auf. Eine Besonderheit ist der ab der Jahrhundertwende 1900 errichtete Altenhof für Alte und Invaliden.
Mit den Kruppschen Beamtenhäusern kam um 1910 Wohnraum für sogenannte kruppsche Beamte hinzu. Damit waren leitende, höhere Angestellte gemeint. Bereits 1905 gründeten diese einen Bauverein auf genossenschaftlicher Basis. Ziel war die Schaffung preiswerten und praktischen Wohnraumes in einfacher aber moderner Bauweise. Die Firma Krupp gewährte dazu Darlehen und stellte Grundstücke und Baumaterialien zur Verfügung. 
Das war die Grundlage für die Entstehung von 27 Wohnungen in 19 zwei- bis dreigeschossigen Wohnhäusern in der Goethestraße. Sie wurden in offener Zeilenbauweise mit Gartengrundstück errichtet. Ab 1910 war der Architekt Georg Metzendorf für die künstlerische und technische Ausgestaltung verantwortlich, wobei die künftigen Bewohner erstmals ein Mitspracherecht bekamen. So entstanden lichtdurchflutete Wohnungen mit äußerlich individuellen Erkern, Putzornamenten, Terrassen und Veranden. Insbesondere die Häuser der Hausnummern 24 bis 36 wurden 1911 bis 1912 nach seinen Entwürfen errichtet. Metzendorf ließ genau zehn Jahre später weitere Kruppsche Beamtenhäuser in der nur wenige hundert Meter entfernten Walter-Hohmann-Straße 17 und 20 bis 28 erbauen, welche alle im Zweiten Weltkrieg zerstört wurden.
Von den ursprünglichen Beamtenhäusern sind nur die Gebäude Goethestraße 24 bis 36 und 56 auf der westlichen Straßenseite bis heute erhalten, alle anderen wurden im Jahr 1943 durch Bombenangriffe zerstört.

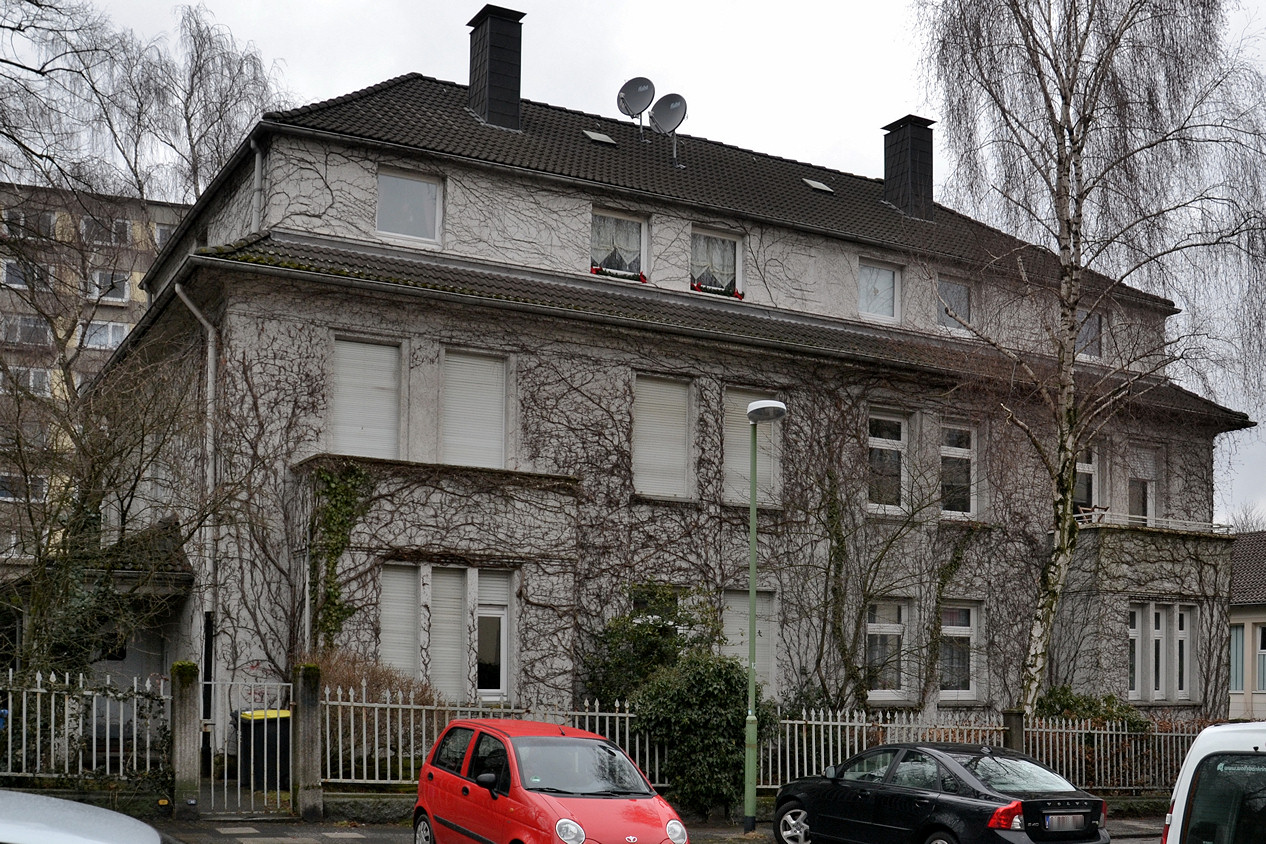
Goethestraße 24–26
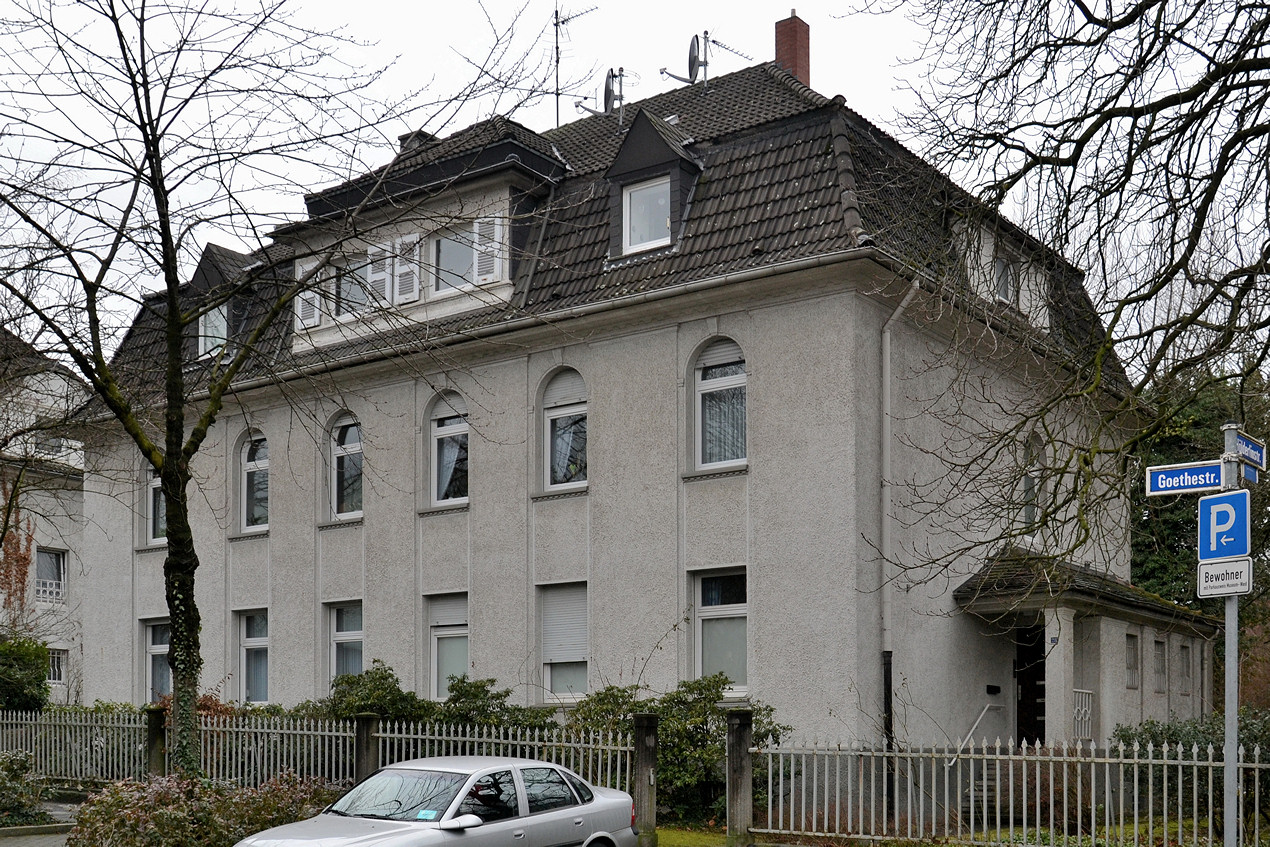
Goethestraße 28–30
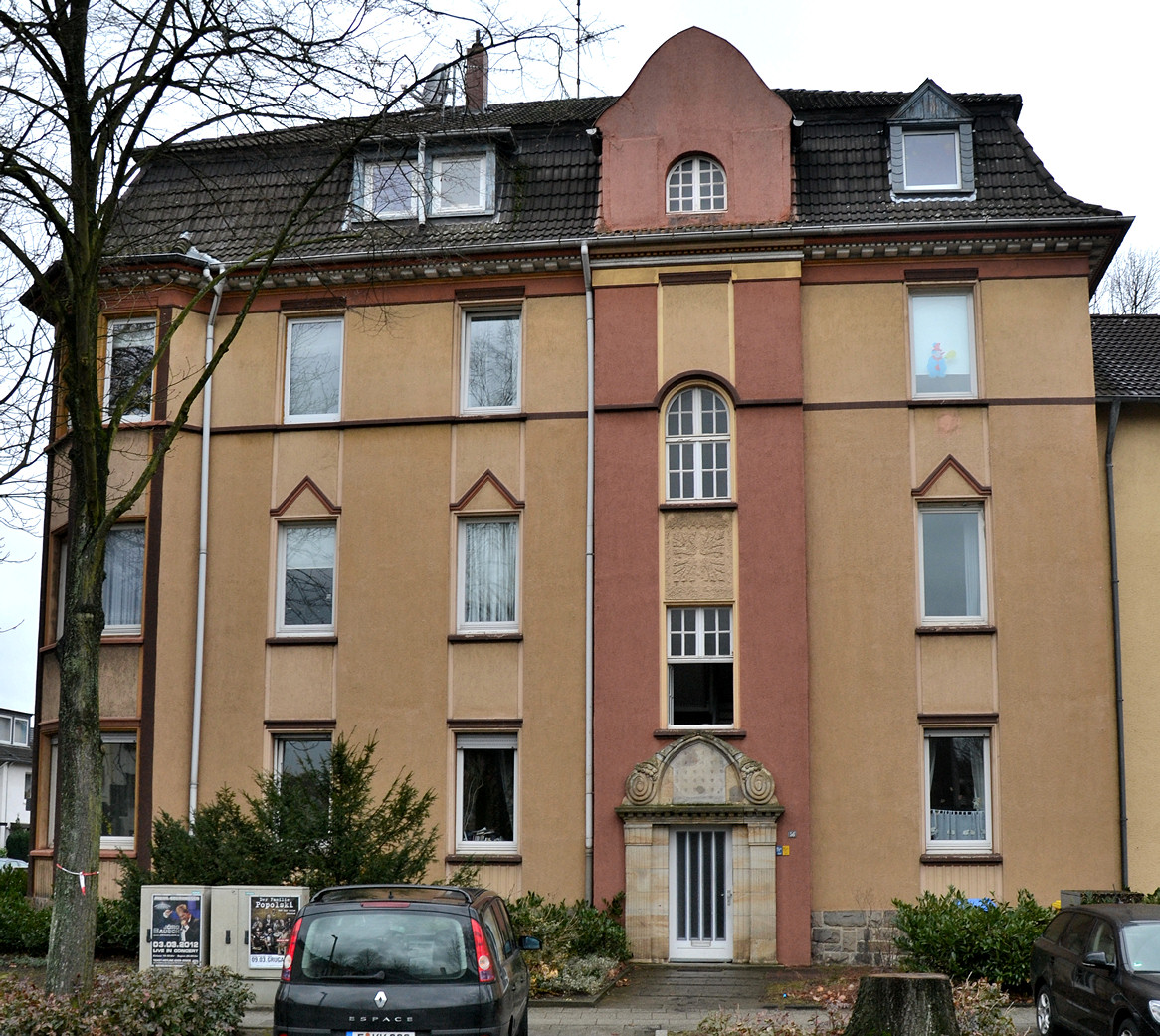
Goethestraße 56